# Margarita Ortega Villa
Margarita Ortega Villa (n. Mexicali, Baja California 5 de mayo de 1951 - Ciudad de México, 6 de enero de 1996). Fue una política mexicana, miembro del Partido Revolucionario Institucional, que fue la primera candidata a Gobernadora de un estado postulada por el PRI en reconocer su derrota, ocurrida en las Elecciones de 1989 en Baja California.

## Carrera
Licenciada en sociología por la Universidad Autónoma de Baja California, de donde llegó a ser profesora. También ejerció como directora Femenil Estatal. Fue diputada federal por el IV Distrito Electoral Federal de Baja California a la LIII Legislatura de 1985 a 1988 y senadora de 1988 a 1989, postulada candidata del PRI a Gobernadora de Baja California, fue derrotada por el candidato del PAN Ernesto Ruffo Appel en 1989 convirtiéndose en el primer gobernador de oposición en la historia moderna de México.
Se considera que su derrota fue incitada por los altos círculos del poder en México, por acuerdos realizados a consecuencia del decaimiento con el que arribó Carlos Salinas de Gortari a la Presidencia de la República, cuyo triunfo fue atribuido a un gigantesco fraude, mencionado en el libro homenaje a Margarita, La Entrega del Poder que publicó la periodista Colilá Eguía.
Murió en la Ciudad de México de cáncer el 6 de enero de 1996.